# 俺たちの祭 (中村雅俊の曲)
「俺たちの祭」（おれたちのまつり）は、中村雅俊の楽曲で、7枚目のシングル。1977年11月1日に日本コロムビアから発売された。

## 概要
日本テレビ系「俺たちの祭」主題歌として歌われた。
元々この曲には『背中の夢』という仮タイトルが付いていたが、ドラマと同じタイトルに変更した。中村自身は本曲について「ちょっと存在感が強すぎというのか、ずっしりとした重さがあって、なかなかコンサートのセットリストに入れられない」ということを話していたことがある。

## 収録曲
全作詞・作曲：小椋佳　編曲：チト河内

### A面
1. 俺たちの祭（3分27秒）
  - 日本テレビ系「俺たちの祭」主題歌

### B面
1. ただこの時だけを（2分52秒）
  - 日本テレビ系「俺たちの祭」挿入歌